# 유로파 (위성)
유로파(영어: Europa, i/jʊˈroʊpə/)는 목성의 위성 중 하나로, 갈릴레이 위성에 속하는 위성이며, 에우로파(그리스어: Ευρώπη) 또는 목성 II(영어: Jupiter II)라고도 불린다. 유로파는 목성의 위성 중 여섯 번째로 목성에 가까우며, 갈릴레이 위성 중 가장 작지만 태양계의 모든 위성 중에서는 여섯 번째로 크다. 유로파는 1610년 갈릴레오 갈릴레이가 발견하였다. 지구의 망원경을 이용해 유로파를 관측하거나, 1970년대에 시작된 우주 탐사선의 유로파 탐사와 같은 과정을 통해서 유로파는 지구의 과학자들에게 예전보다 많이 알려지게 되었다.
유로파의 크기는 달보다 약간 작다. 유로파는 주로 규산염으로 구성되어 있고, 중심부는 철로 이루어졌다고 추측되며, 산소로 이루어져 있는 옅은 대기권도 가지고 있다. 표면에는 충돌구가 드문 반면, 선 모양의 표면 균열이 많이 보인다. 유로파의 표면은 얼음으로 구성되어 있으며, 이 때문에 유로파는 태양계의 지구형 천체 중 가장 매끄러운 표면을 가지고 있다. 표면이 매우 젋고 매끄럽다는 점에서 볼 때, 유로파에 지하 바다가 존재하는 것으로 추측되고 있고, 바다가 존재한다면 이 바다에 외계 생물이 서식할 수도 있다. 조석 가속으로 인해 열이 발생하여 이 열로 인해 내부의 얼음이 녹으며 지하 바다를 만들고, 얼음이 판과 유사한 활동을 한다고도 예측되고 있다. 2014년 9월 8일, NASA는 지구가 아닌 다른 세계(유로파)에서 판 활동이 일어난다는 이전의 이론을 증명하는 첫 번째 증거를 찾아서 발표했다. 2015년 5월 12일, 과학자들은 지하 바다에서 올라오는 염류가 표면과 상호작용을 일으켜, 유로파의 표면에 영향을 줄 수도 있다고 발표했다. 이는 유로파에 생명체가 살고 있는지를 결정하는 데 중요한 요소로 작용할 수 있다.
2013년 12월, 미국 항공우주국은 허블 우주 망원경의 연구를 바탕으로, 토성의 위성인 엔셀라두스에서 발견된 것과 비슷한 수증기 기둥을 유로파에서 발견했으며, 유로파의 표면에서는 유기 물질과 관계가 있는 점토 광물(특히 층상 규산염)을 발견했다고 발표했다.
1989년에 발사된 갈릴레오 탐사선은 유로파에 대한 많은 정보를 보내주었다. 어떤 탐사선도 아직 유로파에 착륙하지는 않았으나, 연구할 가치가 높은 곳이기 때문에 몇 가지 계획이 진행중에 있다. 유럽우주국은 2022년에 목성 얼음 위성 탐사선이라는 이름을 가진 유로파 탐사선을 발사하기로 계획하였다. 미국 항공우주국은 2020년대 중반 유로파 클리퍼 탐사선을 발사한다고 발표하였다.

## 발견과 명명
공식적으로 유로파는 1610년 1월 8일 갈릴레오 갈릴레이가 발견하였다고 국제천문연맹에 등재되어 있다. 시몬 마리우스 또한 갈릴레이와 별개로 유로파를 발견했다고 여겨지지만, 국제천문연맹에 따르면 갈릴레오가 자신이 발견한 내용을 먼저 출판하였기 때문에 갈릴레오에게 우선권이 있다.  유로파는 그리스 신화에 나오는, 페니키아의 귀족이었고 제우스의 구혼을 받아 크레타의 여왕이 된 에우로페의 이름을 따서 지어졌다.
유로파는 1610년 1월에 갈릴레오 갈릴레이에 의해 세 개의 다른 큰 위성들인 이오, 가니메데, 칼리스토와 함께 발견되었다. 이오는 1610년 1월 7일 갈릴레오 갈릴레이가 파도바 대학교에서 굴절 망원경을 사용해서 발견하였다. 하지만 갈릴레오의 망원경 성능 문제로, 이오와 유로파는 서로 떨어져 있는 것처럼 보이지 않았고, 하나의 점이 있는 것처럼 기록되었다. 이오와 유로파가 처음 분리되어 보인 것은 바로 다음날인 1610년 1월 8일이었다. 이 날짜는 국제천문연맹에서 유로파의 발견일로 정의되어 있다.
다른 갈릴레이 위성들과 비슷하게 유로파는 제우스가 연정을 품었던 사람의 이름을 따서 지어졌다. 그리스 신화에서의 목성은 유피테르에 대응되고, 유로파는 티레를 다스리던 왕의 딸인 에우로페에 대응된다. 이런 식으로 이름을 붙이는 방법은 시몬 마리우스가 요하네스 케플러의 제안을 언급해서 제시한 방법이다. 갈릴레이는 시몬 마리우스가 자신을 표절했다고 주장했다.
이 이름들은 상당한 시간 동안 사용되지 않았고, 20세기 중반까지만 해도 일반적인 표기법이 아니었다. 이전의 천문학 문헌 대부분은 유로파를 단순히 로마 숫자를 붙여 '목성 IIx나 '목성의 두 번째 위성'으로 표기했다. 1892년 아말테아가 발견된 후, 유로파는 목성에서 세 번째의 위치로 밀려나게 되었다. 1979년 보이저 탐사선들은 내부 위성을 세 개 더 발견했고, 유로파는 여섯 번째 위성이 되었다. 그럼에도 유로파를 '목성 II'로 표기하기도 한다.

## 공전과 자전

이오, 유로파, 가니메데의 궤도 공명.

유로파의 궤도 긴반지름은 670,900 km이며, 3.5일에 한 번 목성 주위를 돈다. 궤도 이심률은 0.009로 거의 원에 가깝고, 목성의 천구적도에 대한 궤도 경사는 0.470 °이다. 다른 갈릴레이 위성들처럼 유로파는 조석 고정이 되어 있어서 목성에 대해 항상 한쪽 면만을 보이며, 이 때문에 유로파 표면에는 '목성 직하점'이라 부르는 지점이 있어 여기에서 바라본 목성은 관측자 머리 위 하늘 가운데, 천정에 고정되어 있는 것처럼 보인다. 유로파의 본초 자오선은 이 지점을 관통하는 선이다. 유로파의 공전을 연구한 결과, 조석 고정 상태가 완전하지 못한 상태이기 때문에 유로파가 목성과 맞대고 있는 면이 조금씩 달라질 것이라고 예측된다. 현재의 이론에 따르면, 유로파는 과거에 공전보다 자전을 더 빠르게 했는데, 이는 내부 질량 분포가 비대칭 상태이거나 지하 바다가 있을 가능성을 시사하고 있다.
유로파의 궤도는 근처 다른 위성들이 미치는 중력 때문에 약간 찌그러져 있는데 이는 유로파의 목성 직하점이 평균 위치 근처에서 왔다갔다 하게 만든다. 유로파가 목성에 가까이 오면 목성으로부터 멀리 있을 때보다 중력이 강해져 유로파의 모양을 변형시키고, 유로파가 목성으로부터 먼 지점으로 이동하면 중력이 약해져서 유로파가 다시 원래 모습으로 되돌아가게 된다. 이러한 운동이 표면을 쥐어짜며 조석 가속 현상을 만든다. 유로파의 궤도 이심률은 이오와의 궤도 공명으로 유지된다. 따라서, 이 유로파의 조석 가속은 유로파의 내부가 움직이면서 마찰열을 만들어, 바다가 얼지 않게 하는 에너지를 만든다. 이 에너지의 궁극적인 발생 원인은 이오가 공전하기 때문이다. 목성 주위를 돌 때, 이오가 목성으로부터 에너지를 받고, 그 에너지를 유로파와 가니메데로 보내기 때문이다.
과학자들은 유로파의 표면에 있는 선 모양의 지형들과 얼음이 갈라지는 현상으로부터 유로파가 과거에는 자전축이 기울어져 있었을 가능성을 제기했다. 이 가설이 맞다면, 유로파의 표면에 있는 많은 지형들의 생성 원인을 설명할 수 있다. 선 모양의 지형들은 내부의 바다가 주는 힘으로 생겨났을 가능성이 있다. 자전축의 기울어짐은 얼어 있는 표면층 나이가 어느 정도인지, 조석 현상으로 내부 바다에서 얼마나 많은 열이 발생할지, 그리고 바다가 언제부터 액체 상태로 존재해 왔는지 등을 계산하는 데 영향을 줄 수 있다. 이렇게 위성에 가해지는 변화를 감당하려면 표면이 늘어나야 하는데 변형력이 너무 클 경우 얼음이 갈라져 나가게 된다. 기울어진 적이 있다고 가정하면 표면의 갈라진 구조가 기존 학설과는 달리 훨씬 더 최근에 만들어진 것으로 추정할 수 있다. 이는 유로파의 회전극 방향이 하루에 수 도 크기 변하면 몇 달만에 1 세차 주기가 완성되기 때문이다. 또한 내부 바다가 얼마나 나이를 먹었는지를 예측할 수 있는데 자전축이 기울어져 있으면 조석 가속 현상이 더 많이 일어나 열이 더 많이 발생하기 때문이다. 이 열은 유로파의 바다가 보다 긴 시간에 걸쳐 액체 상태를 유지하게 해 준다. 다만 과학자들은 이 자전축이 기운 사건이 언제 발생했는지 그리고 그 기울어진 정도가 구체적으로 얼마였는지를 특정하지 못했다. 이는 다음 유로파 탐사에서 밝혀낼 과제로 남아 있다.

## 물리적 성질

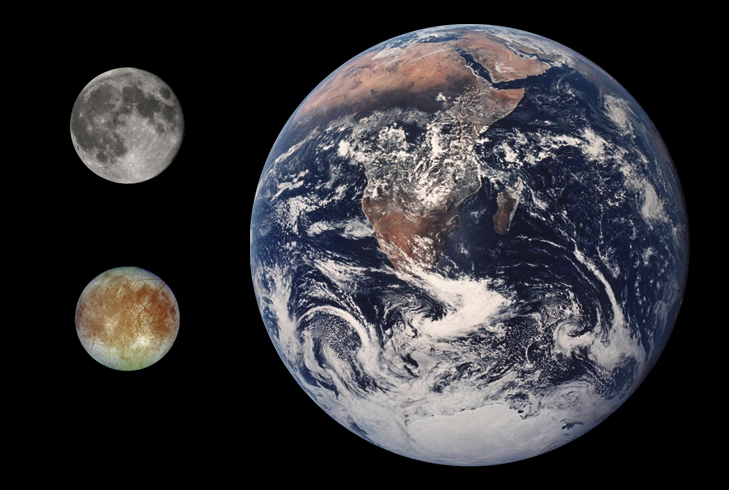
유로파(왼쪽 아래)와 달(왼쪽 위), 지구(오른쪽)의 크기 비교.

유로파의 지름은 3100 km로, 달보다 조금 작다. 유로파는 태양계에서 여섯 번째로 큰 위성이면서 15번째로 큰 천체이다. 유로파는 갈릴레이 위성들 중 가장 작지만, 그럼에도 불구하고 태양계에서 유로파보다 작은 모든 위성들을 합한 것보다 더 무겁다. 유로파의 밀도는 유로파가 지구형 행성과 비슷하게 주요 구성 성분이 규산염이라는 것을 시사하고 있다.

### 내부 구조

유로파의 내부 구조를 그린 상상도.

유로파에는 얼음 지각 밑에 깊이 100 km의 바다가 존재할 가능성이 있다고 여겨지고 있다. 갈릴레오 탐사선의 자기장 데이터에서는 유로파가 목성과의 상호 작용을 일으키는 유도된 자기장을 가지고 있음을 보여 주었고, 이는 밑에 전기가 통하는 전도층이 있음을 나타낸다. 이 전도층의 정체에 대한 가설 중 하나가 바로 유로파의 지하에 염류가 있는 바다가 존재한다는 것이다. 얼음이 맨틀에 붙어있지는 않은 것으로 보이는데, 특히 지각의 일부 지역은 80도 정도 회전해서 거의 뒤집힌 것처럼 보이기 때문이다(진극배회 참조). 유로파는 금속 상태의 철 중심부를 가진 것으로 추측된다.

### 표면의 모습

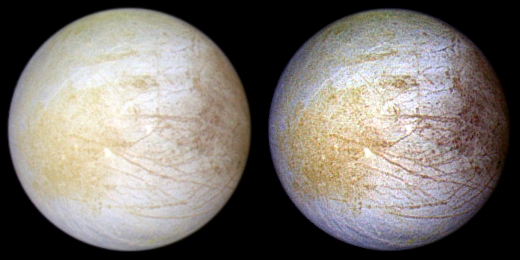
대략적인 기본 색상(왼쪽)과 향상된 색상(오른쪽)의 유로파. 갈릴레오 탐사선이 가능한 한 최고의 해상도로 촬영했다.

유로파는 산이나 충돌구가 적어 태양계에서 가장 매끄러운 천체 중 하나이다. 그러나 유로파의 적도에 10m의 높이를 가진 얼음 스파이크가 있는데, 수직으로 내리쬐는 햇빛의 영향으로 얼음이 녹아서 균열이 생긴 것이라고 추측된다. 이는 페니텐트라 불린다. 유로파의 십자 지형은 알베도 지형인 것으로 보여지고, 이는 페니텐트가 낮은 곳에 있음을 가리킨다. 표면에 있는 충돌구들은 상대적으로 젊은데, 표면이 판 구조론과 같은 원리로 끊임없이 활동하기 때문이라고 추측되고 있다. 유로파의 얼음 지각의 반사율은 0.64이다. 유로파는 태양계에서 반사율이 높은 천체들 중 하나이다. 혜성이 유로파에 충돌할 때 발생하는 충돌 주파수로 나이를 계산하면, 표면은 약 20만~1억 8천만 년 정도 되었다는 계산이 나온다. 유로파의 표면 활동에 관한 이론은 때로는 모순되기도 하며, 통일된 견해나 이론은 없다.
하루 동안 유로파의 표면에 내리쬐는 방사선의 양은 5400 밀리시버트(540 rem)이며, 이 방사선의 양은 인간이 하루 동안 노출될 경우 심각한 질병을 초래할 수 있다.

#### 표면의 선

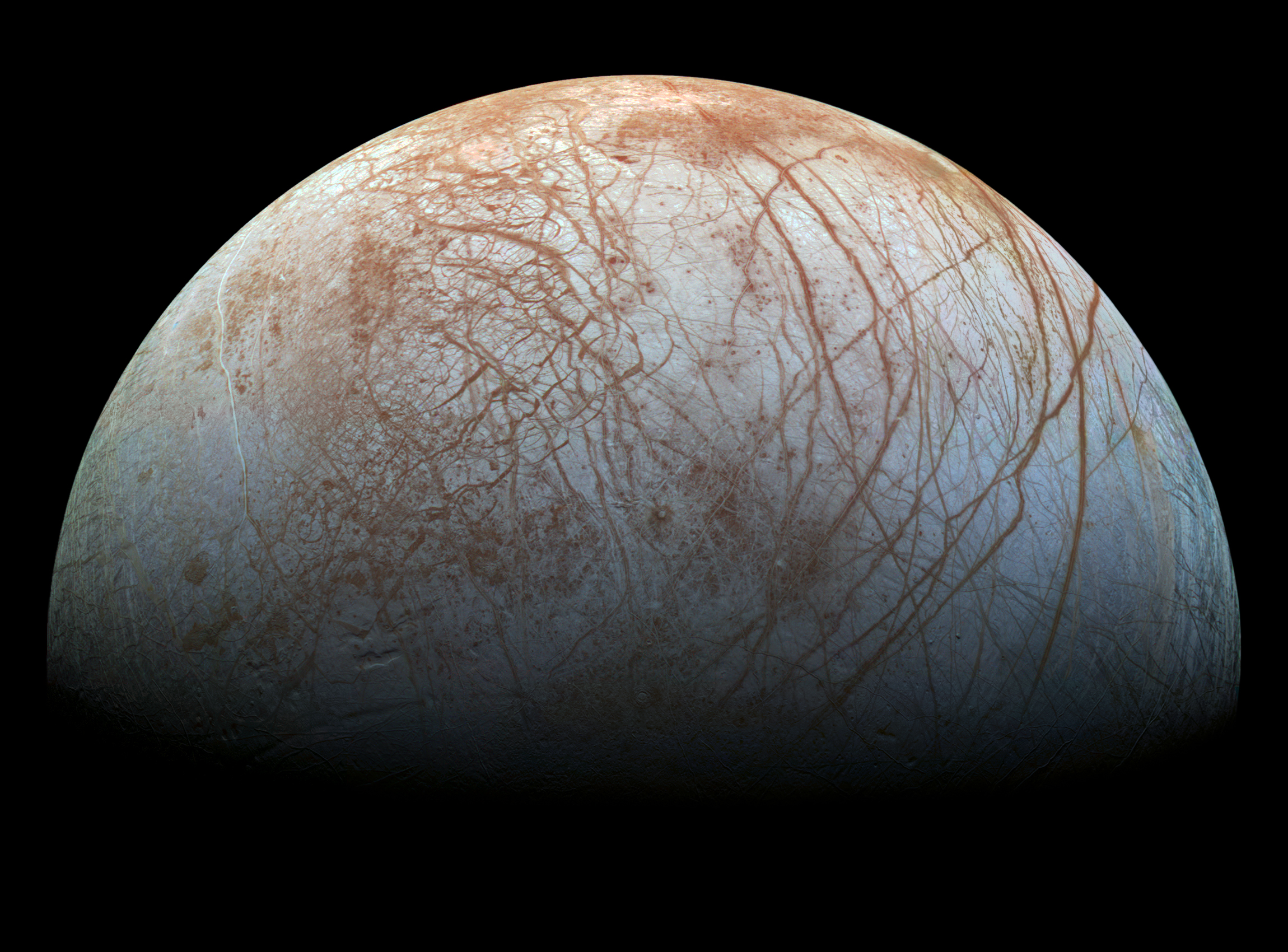
갈릴레오 탐사선이 찍은 유로파의 목성 반대편의 반구. 다수의 선을 볼 수 있다.

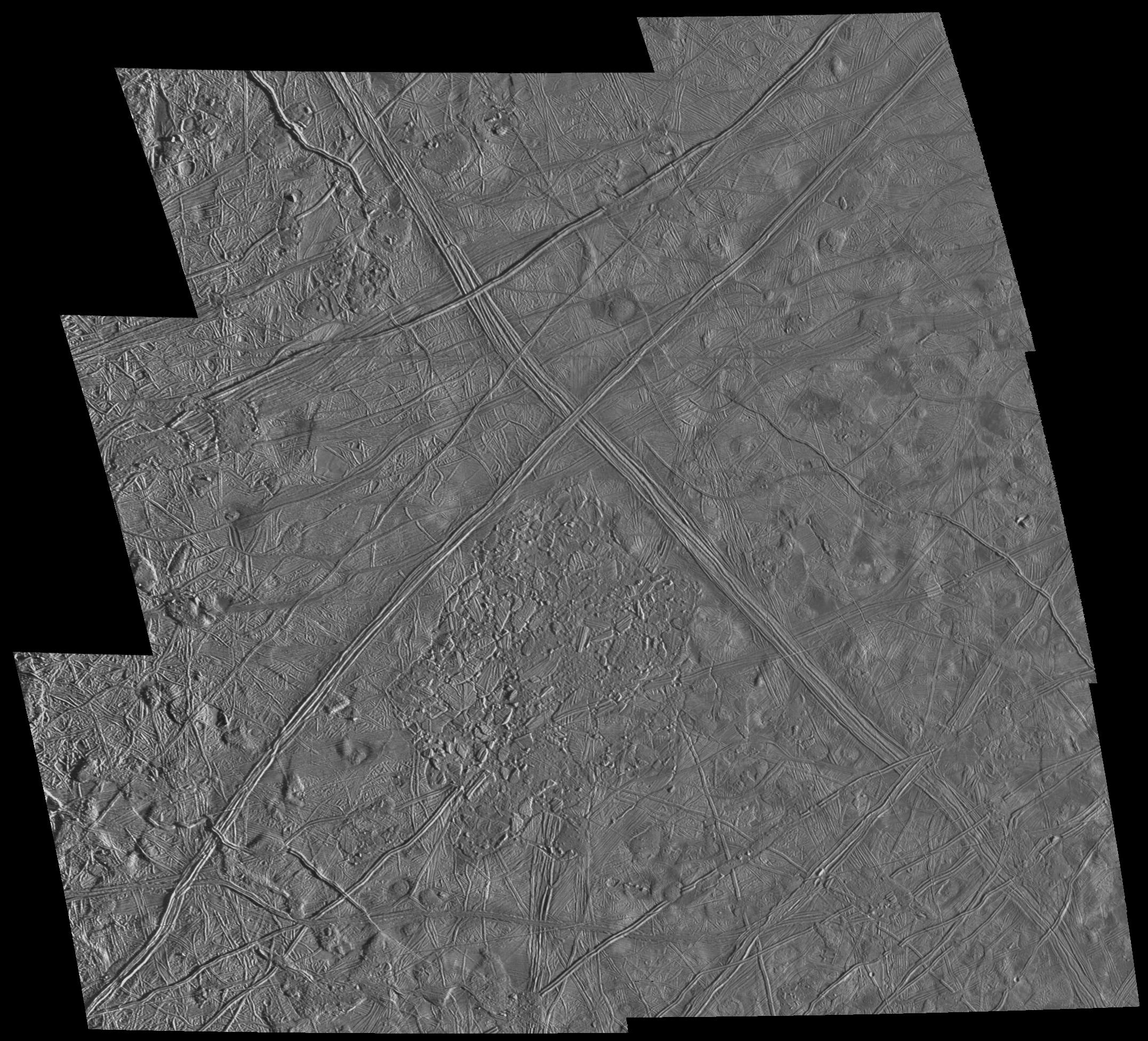
갈릴레오 탐사선이 찍은 유로파의 모자이크 사진. 조석 가속의 영향을 잘 보여준다. 사진에는 선, 렌티큘러(돔과 구덩이), 코나마나 카오스 지역이 찍혀 있다.

유로파에서 가장 눈에 띄는 지형은 유로파 전체를 뒤덮고 있는 선(라틴어: Lineae 리네아[*])들이다. 자세히 살펴보면 이 선들의 양쪽 가장자리에서 얼음이 서로 엇갈려 이동한 흔적이 보여진다. 큰 선은 20 km 정도 펼쳐져 있다. 어두운 부분은 바깥쪽으로 밀려나 있고, 중앙은 가벼운 물질로 이루어져 있다. 이런 지형이 생기는 원리와 관련된 이론 중 가장 확실한 이론은, 유로파의 얼음 지각이 어떤 이유로인가 열려 따뜻한 층이 노출되고, 따뜻한 얼음이 폭발하듯 뿜어져 나오면서 선을 만들었다는 이론이다. 형성 과정은 지구의 해령과 비슷했을 것이다. 이런 식으로 얼음층이 열리는 이유는 목성과의 조석 가속에 의한 것으로 추측된다. 유로파는 목성에 조석 고정되므로 항상 목성을 향해 동일한 면을 보여주고 있기 때문에, 힘이 가해져 독특한 무늬가 생겨났을 것이라는 추측이 제일 가능성 있다고 여겨지고 있다. 그러나 유로파의 표면 중 가장 어린 지역만이 이 예측에 부합했다. 다른 선들은 각각 다른 방향으로 뻗친 모습을 보여준다. 만약 유로파의 표면이 내부보다 약간 빠르게 회전하면 이 현상을 설명할 수 있다. 이 이론이 맞다면 지하의 바위 맨틀과 얼음 표면이 분리되며 목성이 유로파의 표면을 잡아당겼을 것이라고 추측된다. 보이저 탐사선과 갈릴레오 탐사선의 사진은 이 효과의 상한선을 정하는 기준이 되었다. 유로파의 내부와 외부의 상대적인 전체적 회전은 약 12,000년에 한 번 발생한다고 추측된다. 보이저와 갈릴레오의 연구 결과는 유로파에 있는 이 균열들이 지구의 해령과 유사하다는 것을 알아냈고, 유로파에서 표면 섭입이 일어난다는 증거도 찾아냈다. 이는 얼음 지각이 지구의 지각판처럼 움직인다는 뜻으로, 얼음판이 선 지형에서 생겨나고, 다른 판과 합쳐지는 현상은 처음으로 지구가 아닌 다른 세계에서 판 구조론이 성립한다는 첫 번째 사례이다.

#### 기타 지질 구조
유로파에 있는 다른 특징은 원형과 타원형의 "렌티큘러"(라틴어: Lenticulae→주근깨)가 있다는 점이다. 돔 모양의 봉우리나 구덩이, 매끄럽고 어두운 점 모양의 지형들이 있다. 이러한 지형들은 거칠게 뒤죽박죽 섞여 있다. 돔의 꼭대기는 주변의 평야 지방과 나이가 비슷하기 때문에 평야 지방의 얼음이 아래에서 위로 밀어올려져 돔이 형성됐다고 추측된다. 뒤죽박죽 형성된 렌티큘러들은 혼란 지형이라고 불린다.

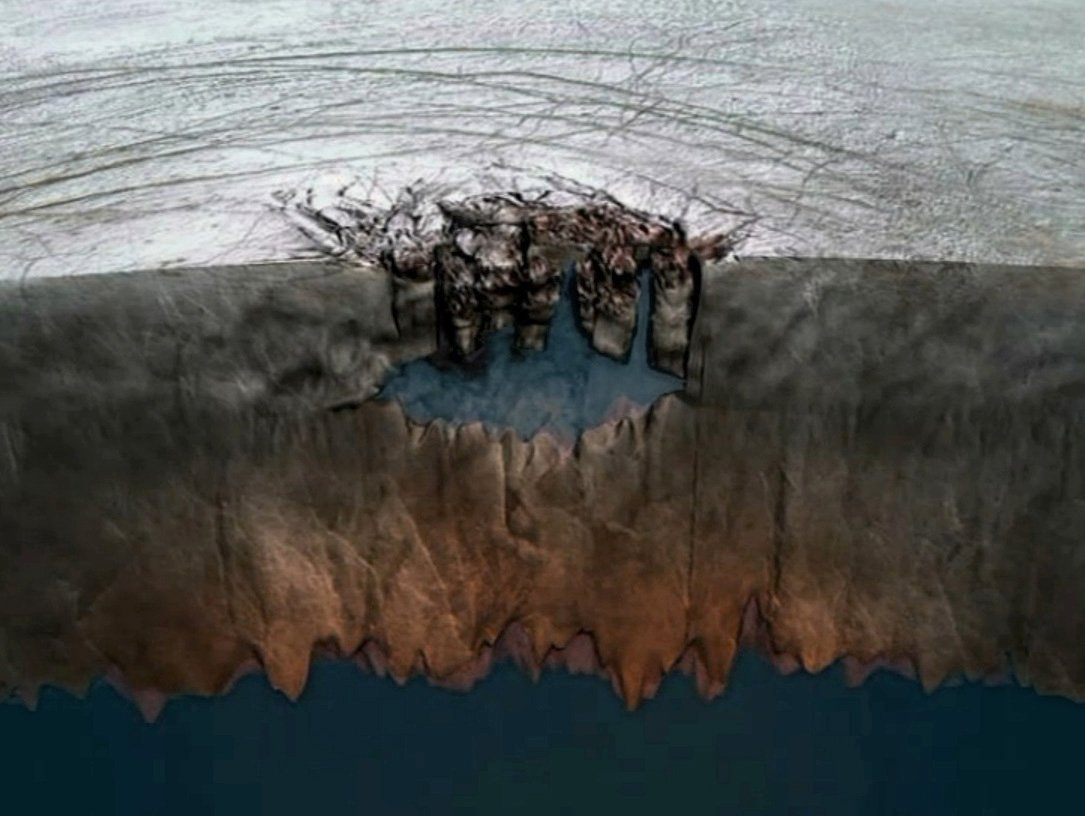
혼란 지형의 모습을 보여주는 그림.

한 이론은 이러한 렌티큘러들은 지하의 따뜻한 얼음이 마그마굄과 비슷하게 외부의 차가운 얼음을 뚫고 올라오며 다이어피어처럼 형성되었다고 주장한다. 어두운 점들은 따뜻한 얼음이 나왔을 때 생기는 해빙수에 의해 형성되었다고 추측된다. 혼란 지형들은 얼어붙은 바다에 떠다니는 빙산과 비슷한 원리로 형성된다고 추측된다.
어떤 가설은 혼란 지형이 정말 렌티큘러 형식으로 되어 있는지에 대해서 의문을 제기한다. 이 가설은 돔이나 구덩이들은 갈릴레오가 보내온 낮은 해상도의 사진들에서 오해가 생긴 것이라고 주장한다. 이 주장은 얼음이 렌티큘러 형성 과정인 대류를 한다고 보기에는 다이어피어가 너무 낮다는 것이다.
2011년 11월, 텍사스 대학교 오스틴의 연구자들은 네이처 잡지에 논문을 발표했고, 이 논문은 혼란 지형들이 호수와 같은 물 위에 떠 있다고 시사한다. 이 호수는 얼음 밑에 있는 지하 바다와는 다른 개념이다. 호수가 존재하는지에 대한 확인은 직간접적으로 얼음층을 조사하기 위한 탐사선이 발사되어야 할 것이다.

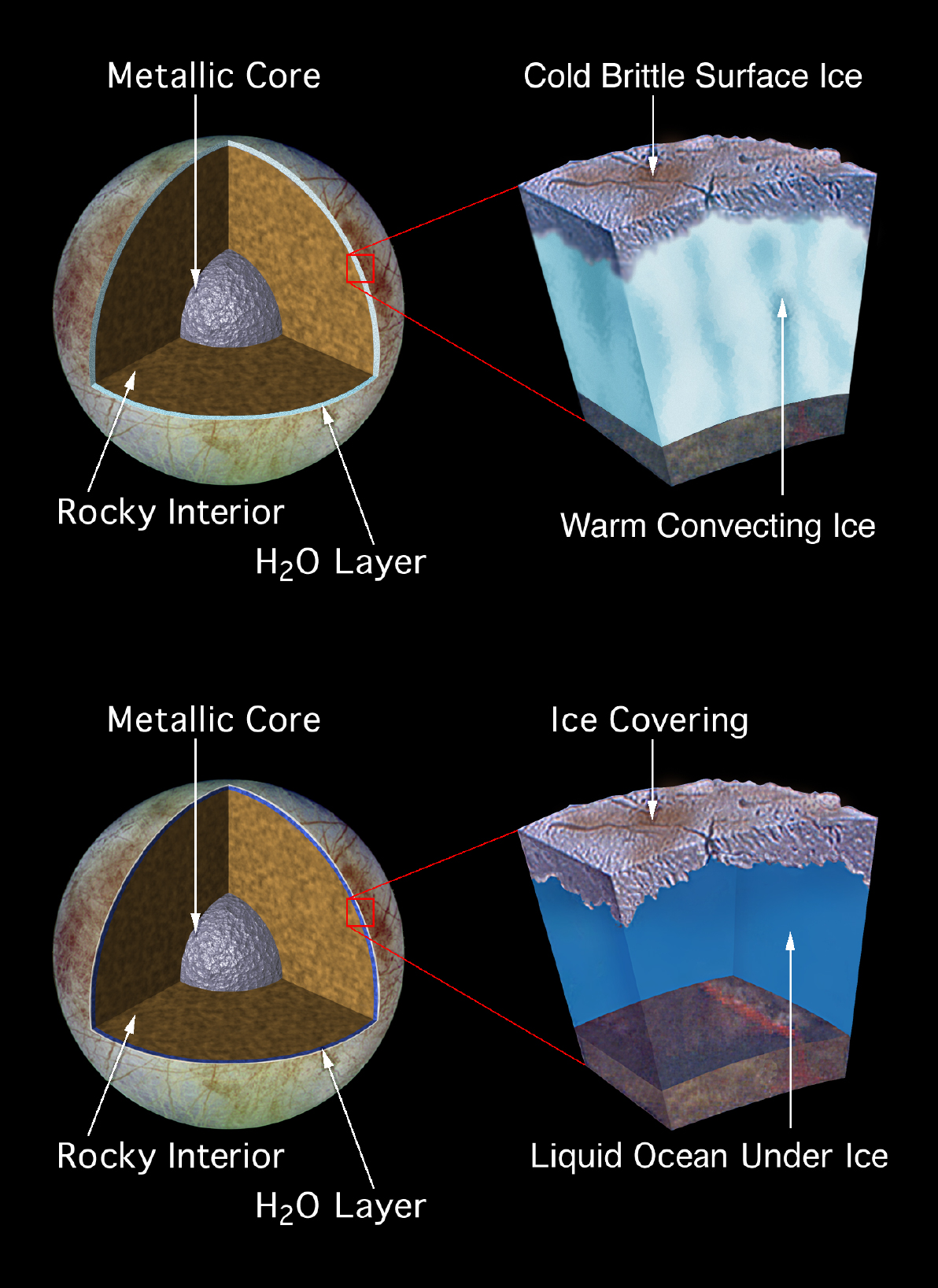
유로파의 내부 구조에 관한 두 가지 예측을 보여주는 그림.

### 지하 바다
과학자들은 액체 상태의 물이 유로파의 표면 아래에 존재할 것이라는 가설을 인정한다는 합의를 이뤘고, 그 지하 바다를 유지시키는 열기는 조석 가속에 의해서 발생한다고 추측하고 있다. 유로파의 표면 온도는 적도 부분에서 약 110 K(−160 °C)이고, 극 지방은 약 50 K(−220 °C)이며, 이 낮은 온도는 유로파의 표면을 화강암 정도의 굳기로 단단하게 유지시켜 준다. 지하 바다의 존재를 나타내는 첫 번째 단서는 조석 가열이었다. 유로파의 궤도가 미세하게나마 찌그러져 있고, 다른 갈릴레이 위성들과 궤도 공명이 일어나기 때문에 조석 가열이 일어날 수 있다. 갈릴레오 사진 분석팀은 갈릴레오와 보이저 탐사선의 사진을 근거로 지하 바다의 존재를 주장하였다. 가장 극적인 예시는 혼란 지형이다. 혼란 지형을 지하 바다의 물이 얼음 지각을 뚫고 나와서 얼어붙은, 유로파에서 일반적인 지형이라고 해석하기도 하는데, 이 해석은 논쟁의 여지가 충분하다. 일반적으로 유로파에 대해 연구하는 행성 지질학자들은 두꺼운 얼음 이론(Thick Ice model)을 선호하는데, 이 이론에서는 직접 표면과 상호작용할 수 있는 지하 바다는 거의 존재하지 않는다. 얼음 지각의 두께를 추측한 이론들은 몇 킬로미터에서 수십 킬로미터 사이의 각각 다른 값을 산출해 낸다.
두꺼운 얼음 이론을 증명하는 최고의 증거는 유로파의 대형 충돌구들이다. 가장 큰 충돌구는 동심형 모양이며, 상대적으로 평평하고, "신선한" 얼음으로 이루어져 있다. 이러한 시각적 관찰과 조석 가열로 얻어지는 열의 값을 수학적으로 계산하면, 얼음 지각의 깊이는 "따뜻한 얼음 층"을 포함하여 10~30 km 정도로 추측되고, 이는 지하 바다의 깊이가 약 100 km 정도 될 수 있다는 것을 의미한다. 만약 이 계산이 맞다면, 유로파의 바다는 부피가 3 × 1018 m3가 되고, 지구의 바다보다 약 2배 정도 큰 바다가 유로파에 있을 것이다.
얇은 얼음 이론(Thin Ice model)은 유로파의 얼음 지각이 기껏해야 몇 킬로미터밖에 되지 않을 것이라고 예측한다. 그러나 대부분의 행성 지질학자들은 이 이론이 목성의 조석력을 지각의 맨 윗층에서만 계산했다고 얘기한다. 일례로 굴곡 분석이 있는데, 이는 유로파의 표면을 평면이나 구로 계산하여 무게를 줌에 따라, 탄성력이 생겨 굴곡이 생겨나는 현상을 분석하는 것이다. 얇은 얼음 이론은 표면에서 굴곡이 일어나는 부분이 200 m 정도로 얇다고 예상한다. 만약 정말 유로파의 얼음 지각이 몇 킬로미터밖에 되지 않는다면, 얇은 얼음 이론은 지하의 액체가 표면과 주기적으로 접촉하여 혼란 지형의 생성을 유발하고, 표면의 선들을 생겨나게 할 수 있다고 예측한다.
2008년 후반, 매우 조금이나마 찌그러진 유로파의 궤도와 목성의 조석력 때문에 목성이 유로파의 지하 바다를 따뜻하게 유지해 줄 수 있다는 이론이 제기되었다. 이전에 고려되지 않았던 조석력 변수는 로스비 파동이라고 불리는 현상을 일으키는데, 이 파동은 하루에 몇 킬로미터밖에 퍼지지 않을 정도로 매우 천천히 움직이지만 큰 운동 에너지를 만들어낸다. 현재 추정된 유로파의 자전축 기울기인 0.1도를 이용해 계산하면, 로스비 파동은 7.3×1017 줄의 에너지를 지녔을 것이고, 이전의 조석력 파동보다 약 2천 배 정도 크다. 이 에너지는 유로파의 바다를 유지시키는 주요 열원으로 추측된다.
갈릴레오 탐사선은 유로파가 목성의 자기장이 살짝 변형된 형태인 자기 모멘트를 가지고 있음을 발견했다. 적도 부근에서의 자기장의 세기(약 120 nT)는 가니메데의 6분의 1 정도이고, 칼리스토의 6배 정도이다. 이렇게 자기장이 생겨나려면 유로파의 내부에 높은 전도성을 지닌 물질이 있어야 함을 나타낸다. 보이저 탐사 이후로, 과학자들은 이 물질의 정체를 알아내기 위해 노력했다. 이 물질의 정체에 관한 가장 가능성 있는 가설은 염류가 있는 거대한 지하 바다가 자기장을 전도시킨다는 추측이다. 유로파의 표면을 관찰했을 때 어둡고 붉은 유로파의 줄무늬들은 여러 "오염물"이 모여 있는 것처럼 보이는데, 이는 황산 마그네슘과 같은 염류가 풍부한 물이 증발되어 남은 염류가 표면에 퇴적되었다고 추측된다. 황산 수화물이 염류의 정체라는 가설도 있다. 다른 가설은 이러한 물질은 순수한 상태일 때는 흰색이거나 무색이기 때문에 표면의 붉은 색은 나타날 수 없고, 따라서 표면의 물질은 황 화합물이라고 주장한다.

### 화산

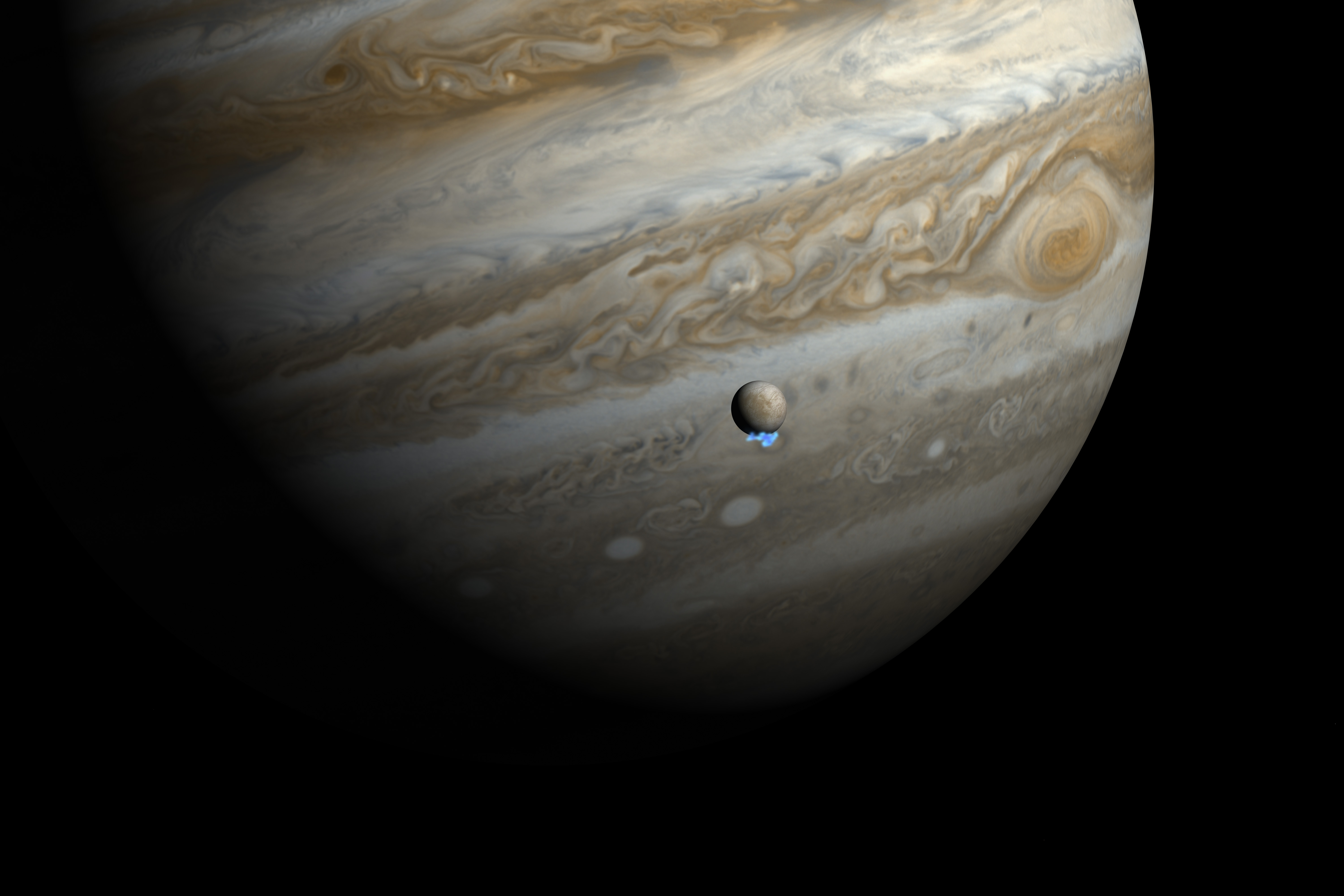
유로파의 수증기 기둥(상상도)

허블 우주 망원경은 2012년 유로파의 남극 부근에서 분출하는, 물 화산으로 보이는 사진을 촬영하였다. 이 사진을 통해 유로파가 주기적으로, 에베레스트산보다 20배가량 높은, 200 km 높이의 물 기둥을 뿜어낸다는 가능성이 제기되었다. 이 물 기둥들은 유로파가 목성으로부터 받는 기조력을 계산한 이론과 일치한다. 허블 우주 망원경은 이에 대해 2016년 9월 추가적인 이미지 자료를 얻어냈다.
유로파가 받는 기조력은 달이 지구에 주는 영향보다 1000배 더 강하다. 유로파의 물질 분출 속도는 7000 kg/s로 추정된다. 태양계에서 물 기둥을 분출하는 다른 유일한 위성은 엔셀라두스밖에 없으며, 엔셀라두스의 분출 속도는 200 kg/s이다.

### 대기권
1995년 허블 우주 망원경에 실려 있는 고다드 고해상도 분광기를 사용한 관측에서, 유로파가 산소 분자(O2)로 이루어져 있는 아주 옅은 대기를 가지고 있다는 것이 밝혀졌다. 유로파 표면에서의 대기압은 0.1 μPa로, 이는 지구 대기의 10−12배 정도이다. 유로파의 전리층은 목성의 자기권에서 오는 방사선과 태양 방사선이 모여 만들어졌다고 생각된다. 1997년 갈릴레오 탐사선은 유로파에서 전리층의 존재를 확인했고, 대기권의 존재에 대한 증거를 보여주었다.

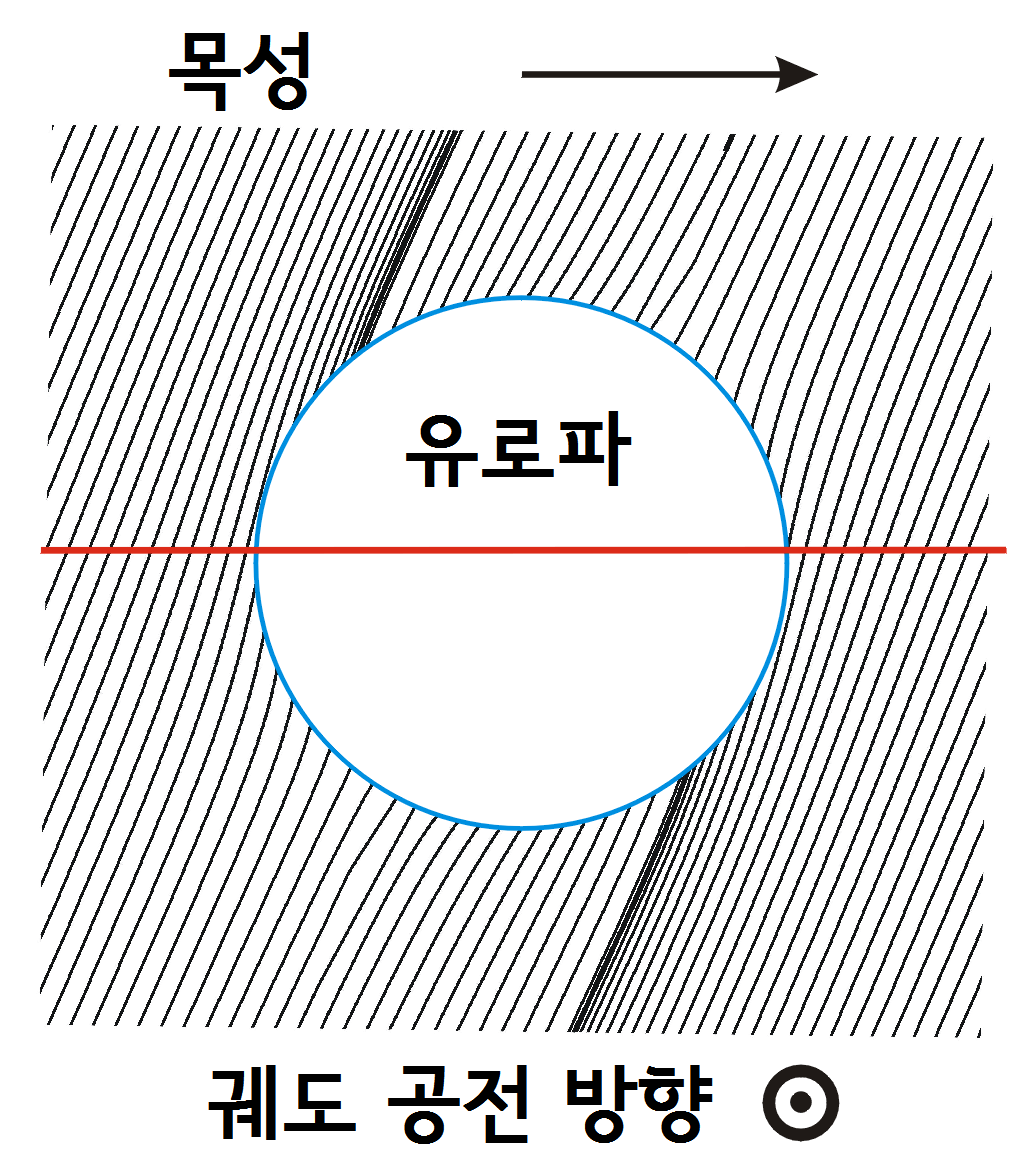
유로파 주변의 자기장의 모습으로, 빨간 선은 갈릴레오 탐사선의 근접 비행(E4와 E14) 동안의 궤도를 보여 준다.

지구의 대기권과는 다르게, 유로파의 대기권은 생물학적으로 생겨난 것이 아니라 분자들이 방사선 분해가 되어 생성되었다. 태양에서 오는 자외선과 목성의 자기권에서 오는 대전 입자(이온이나 전자)가 유로파의 물 분자를 때려, 수소와 산소로 나눠 대기 중으로 스퍼터링되거나 흡수되게 만든다. 같은 방사선이 이 흡수된 물질들을 때어내고, 두 작용이 알맞게 균형을 이루는 대기권을 만들어낸다. 산소 분자는 수명이 길기 때문에 대기의 주요 구성 성분이 된다. 왜냐하면 산소 분자와 같은 물질들이 표면으로 돌아가면 물이나 과산화수소와 같은 분자로 만들어지는 것이 아니라 빠져나와 다른 작용을 시작하기 때문이다. 수소 분자는 가볍기 때문에 유로파의 중력에서 벗어나기 쉽고, 다시는 표면으로 돌아가지 못한다.
표면을 관찰한 결과 방사선 분해에 의해서 생겨나는 산소 중 일부는 표면을 떠나지 않는다고 밝혀졌다. 표면이 지하 바다와 상호작용을 할 수 있기 때문에(기타 지질 구조 문단을 참조), 산소 분자는 밑쪽의 바다와 상호작용하여 생물학적 작용에 도움을 줄 수도 있다. 어떤 가설은 유로파의 표면 중 가장 오래된 표면에서 이 순환률을 측정했다. 방사선 분해에 의해 생성되어 흡수된 산소가 지하 바다에서 생명 활동에 지장이 없을 정도로 산소 농도를 높이며 거의 모든 생물이 산소 부족 없이 생활할 수 있다고 추측된다. 이 산소 농도는 지구의 깊은 바다 정도의 수준이라고 여겨진다.
산소 원자나 분자와 함께 유로파의 중력을 탈출한 수소 분자는 유로파의 궤도 부근에 가스 원반을 형성한다. 이 중성 구름은 카시니와 갈릴레오에 의해 감지되었으며, 목성의 내부 위성인 이오 주위에 있는 황산 구름보다 더 크다. 이론은 결국 유로파의 모든 분자가 목성의 궤도로 빠져나와 이온화될 것으로 예상하고 있다.

## 탐사
유로파 탐사는 1973년과 1974년에 각각 파이어니어 10호와 파이어니어 11호가 목성을 지나쳐 가면서 시작되었다. 최초로 찍힌 사진은 이후에 찍힌 사진들보다는 해상도가 좋지 않았다.
두 개의 보이저 탐사선은 목성계를 통과하면서 유로파의 얼음 표면을 보여주는 사진을 보내왔다. 이 사진은 많은 과학자들이 얼음 아래에 바다가 존재할지도 모른다고 추측하기 시작하는 계기가 되었다.
갈릴레오 탐사선은 목성 주위를 도는 8년간의 임무를 1995년에 시작해 2003년에 마쳤고, 갈릴레이 위성의 상세한 사진을 보내왔다. 특히 유로파를 많이 탐사하였었기 때문에, "갈릴레오 유로파 임무" 라고도 불렸다.
뉴 허라이즌스 탐사선은 명왕성으로 가는 도중 목성을 지나치며 유로파의 사진을 보내왔다.

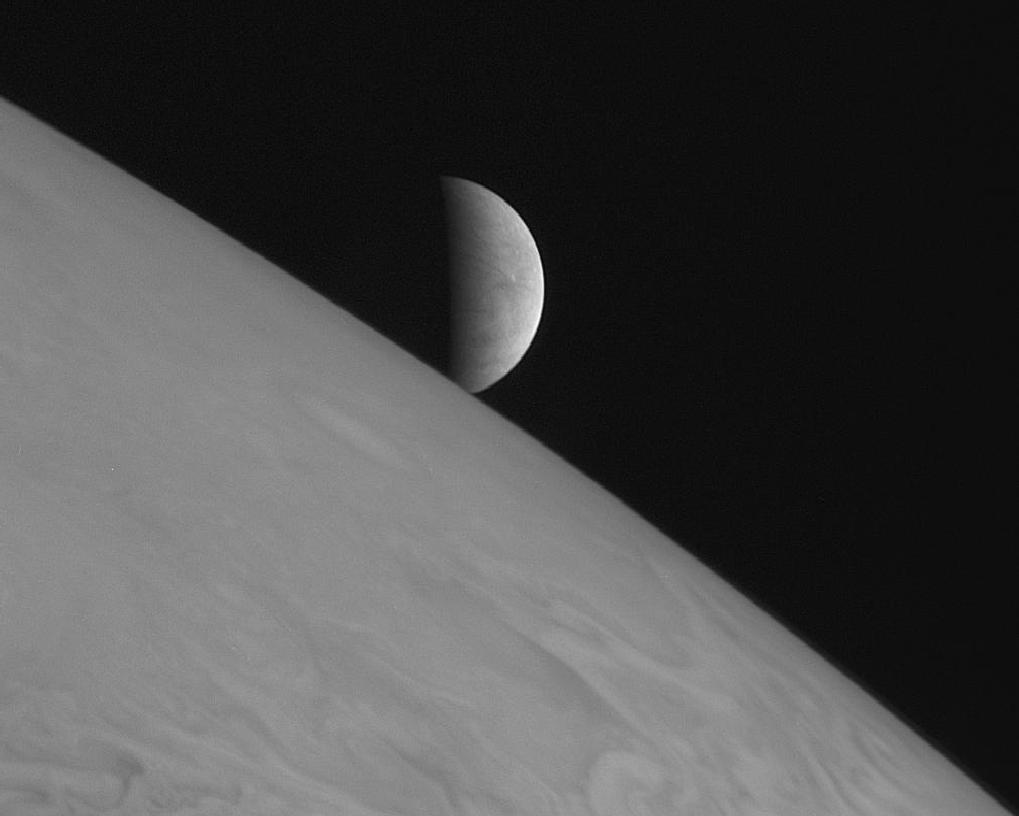
2007년에 뉴 허라이즌스 탐사선이 찍은 목성과 유로파의 사진

### 미래 탐사 계획
외계 생물이 존재할지도 모른다는 생각은 외계 생물의 존재에 관한 많은 데이터를 얻기 위한 탐사 계획을 만들어냈다. 이러한 탐사 계획들의 공통적인 목적은 유로파의 화학 성분을 검사하여 지하 바다에 생명체가 있는지를 알아낸다는 것이다. 유로파에 보낼 탐사선은 탐사선 주변과 목성 주변의 엄청난 방사선을 견딜 수 있게 설계되어야 한다. 유로파는 하루에 5.40 시버트만큼의 방사능을 받기 때문이다.
2011년, 유로파 탐사 계획이 행성 과학 규모 과학적 조사 연구회에서 추진되었다. 2011년 연구회는 미국 항공우주국(NASA)에 유로파 클리퍼와 유로파 궤도선 계획을 포함해서, 유로파 탐사 연구를 의뢰했다. 궤도선은 지하 바다에 대한 연구를 주로 하고, 근접 통과 탐사선(클리퍼)는 화학 물질 분석과 에너지 연구를 주로 한다. 2014년 1월 13일에 미국 하원 세출위원회는 유로파 탐사 계획 연구에 8천만 달러의 자금을 지원하는 새로운 법안을 발표했다.
- 유로파 클리퍼 — 2013년 7월 유로파 클리퍼의 새 계획안은 제트 추진 연구소와 응용 물리 연구소에 의해 발표되었다.[90] 유로파 클리퍼의 발사 목적은 외계 생명체가 유로파에 존재할 가능성을 탐구하고, 미래의 유로파 착륙선이 착륙할 적당한 지점을 탐색하는 것이다. 유로파 클리퍼 탐사선은 유로파 궤도를 돌지는 않지만, 유로파를 약 45번 정도 스쳐 지나간다. 2015년 5월, NASA는 유로파 클리퍼 계획이 승인되었다고 발표했고, 탐사선이 탑재할 장비를 공개하였다.[91] 탐사선은 얼음을 관통하는 레이다, 단파 적외선 분광계, 지형 사진기와 이온 중성 질량 분석계, 열 감지기와 같은 9개의 장비가 실릴 예정이다.[92] 프로젝트는 원래 "유로파 다중 근접통과 임무"라는 임시 명칭으로 시작되었지만, 중도에 "유로파 클리퍼"로 바뀌었다.
- 2012년 유럽 우주국은 "목성 얼음 위성 탐사선" 탐사 계획을 승인했다.[15][93] 탐사선은 유로파를 몇 번 지나쳐 가지만, 주요 탐사 대상은 가니메데이다.
- 현재 NASA는 유로파 착륙선을 연구하는 중이다.

### 오래된 계획
2000년대 초반, 주요 외행성 탐사 계획에 따라 목성의 얼음 위성들에 탐사선을 보내기 위해 계획이 세워졌다. 미국 항공우주국이 주도하는 목성 유로파 궤도선과 유럽우주국이 주도하는 목성 가니메데 궤도선을 합쳐 유로파 목성계 임무라고 이름붙였고, 2020년에 발사하기로 계획되었었다. 2009년에는 유로파 목성계 임무가 타이탄 토성계 임무보다 우선권이 앞서게 되었다. 또한 다른 계획들과의 자금 경쟁에 시달렸다. 일본 우주항공연구개발기구는 목성 자기권 궤도선을 추진했다. 러시아는 국제적인 노력 끝에 유로파 착륙선에 관심을 표명했으며, 이 탐사선은 유로파의 행성 거주가능성을 판단하고 얼음 껍질 아래에 바다가 있는지 알아내어 유로파가 우주생물학적 가치가 있는지 평가하는 것이 주요 목적이었다. 하지만 전체적으로 2010년대 초반에 모든 계획이 취소되거나 축소되었다.
조비안 유로파 궤도선은 유럽우주국이 2007년에 발사하기로 계획하였던 탐사선이다. 다른 탐사 계획은 아이스 클리퍼(Ice Clipper)라고 하였는데, 탐사선을 딥 임팩트와 비슷한 방식으로 유로파의 표면에 충돌시킨 후, 물질을 분출시켜 그 물질을 분석하는 계획이었다.
목성 얼음 위성 궤도선은 핵 엔진과 이온 엔진을 사용하기로 계획되었었던, 2006년에 계획이 취소된 목성 탐사선이다. 목성 얼음 위성 궤도선은 프로메테우스 계획의 일부였다. 유로파 착륙선은 목성 얼음 위성 궤도선에 실려 가기로 계획되었던 원자력 탐사선이었다. 또한 지구에 통신을 중계할 작은 위성도 같이 딸려갈 것으로 계획되었었다.
유로파 궤도선은 1999년에 추진되었지만 2002년에 취소되었다. 발사 목적은 바다의 범위와 내부와의 상호작용을 밝혀내는 것이었다. 장비에는 무선 장비, 레이저 고도계, 자력계, 랭뮤어 탐침과 지도 작성용 카메라가 실릴 예정이었다. 이 궤도선은 레이다를 사용해 표면을 분석할 계획이었다.
다른 계획들은 표면 가까이에서 생물학적 활동이 있을 것이라고 예상해, 충돌시키거나 드릴로 뚫어 탐사하는 방식이다.
2001년에 제안된 또 다른 탐사 계획은 원자력을 사용해서 얼음을 녹이는 커다란 "용융 탐사정"(크리오봇)을 사용하여 탐사하는 계획이다. 탐사선이 얼음을 뚫어 지하 바다에 도착하면, 수중 탐사선 하이드로봇을 물 속으로 집어넣어 정보를 지구로 보낸다는 계획이다. 크리오봇과 하이드로봇 둘 다 지하 바다의 오염을 방지하고, 유로파의 원시 생명체 대신 지구의 생명체가 탐사 도중 감지되어 혼란을 주는 것을 막기 위해 강력한 멸균 처리를 받아야 할 것이다. 이러한 계획은 아직 중요하게 검토되지는 않았다.

## 외계 생명체 존재 가능성

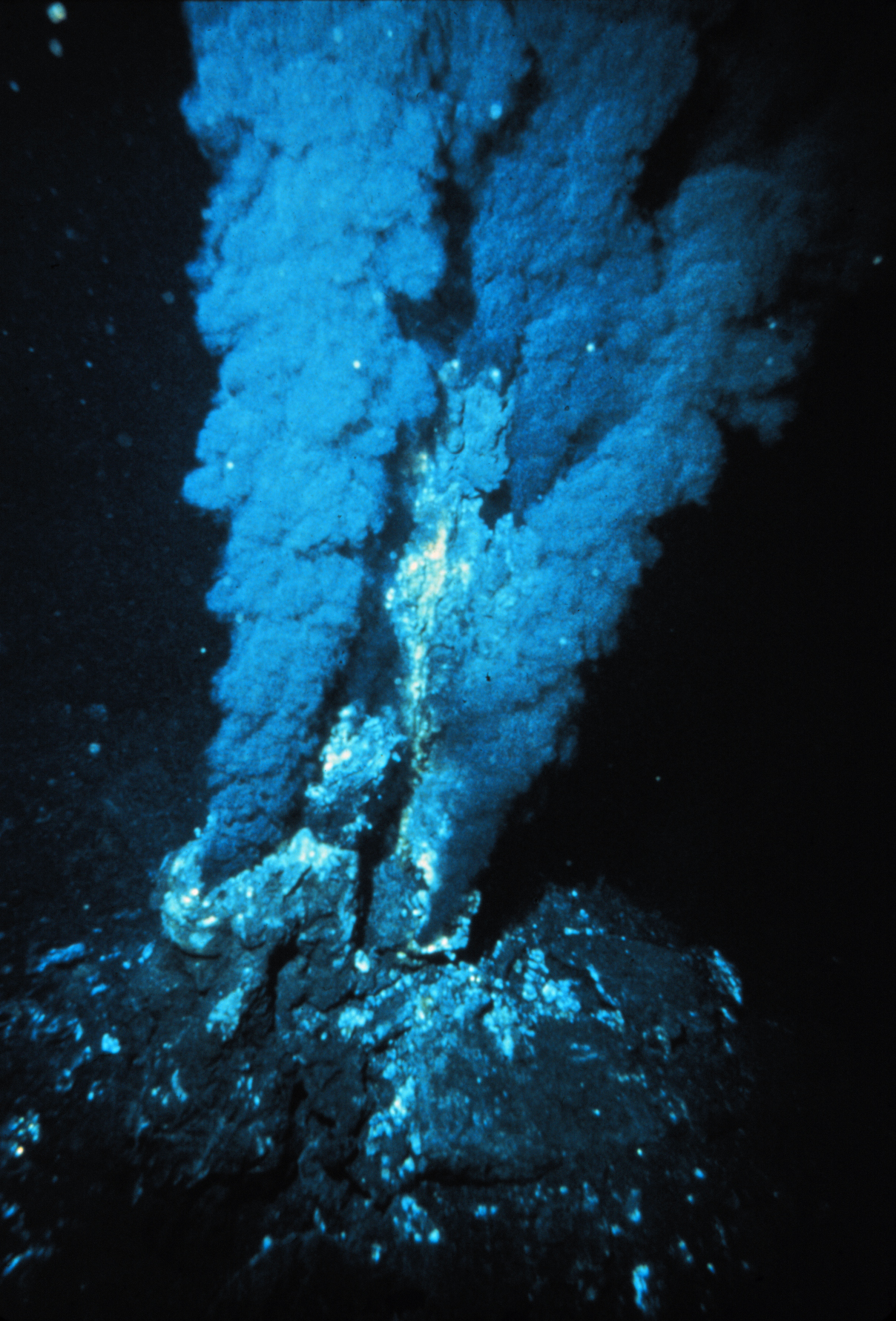
대서양에 있는 열수분출공의 모습. 지열 에너지에 의해서 생기며, 이러한 열수분출공의 다른 유형이 화학적 불균형 상태를 만들어 생명이 생길 수 있게 만든다.

현재까지 유로파에 생명체가 존재한다는 직접적인 증거는 없지만, 유로파는 잠재적인 거주 가능성이 높고 외계 생명체가 있을 수 있는 곳이라는 점에서 태양계에서 생명체가 존재하기 좋은 위치 중 하나로 뽑히고 있다. 유로파에 생명체가 존재한다면, 생명체는 얼음 밑의 바다에 존재하는 열수분출공과 비슷한 환경 주변에서 존재할 것이라고 추측되고 있다. 생명체는 지구의 심해에 존재하는 미생물과 비슷할 것이라고 예상된다. 유로파는 지구로부터 너무 멀어 생명체가 존재한다는 직접적인 증거는 없지만, 우주 탐사선들은 유로파에 액체 상태의 물이 존재할 가능성을 시사하는 자료들을 보내왔다.
1970년대까지만 해도, 생명체는 태양에서 오는 에너지에만 의존할 것으로 생각되었다. 지구에서는 태양의 빛이 지표면에 잡혀서 식물이 광합성을 통해 이산화탄소와 물로부터 산소를 생산하고, 산소는 동물에 의해 소비되며 광합성으로 생산된 에너지는 먹이 사슬을 통해 전달된다. 심해의 생물들은 투광층으로부터 너무 멀기 때문에, 밑에서 내려오는 영양분과 동물 시체를 먹고 산다. 이처럼 생물이 살 수 있는 환경의 기준은 직사광선이 비추어야 한다고만 생각하였다.

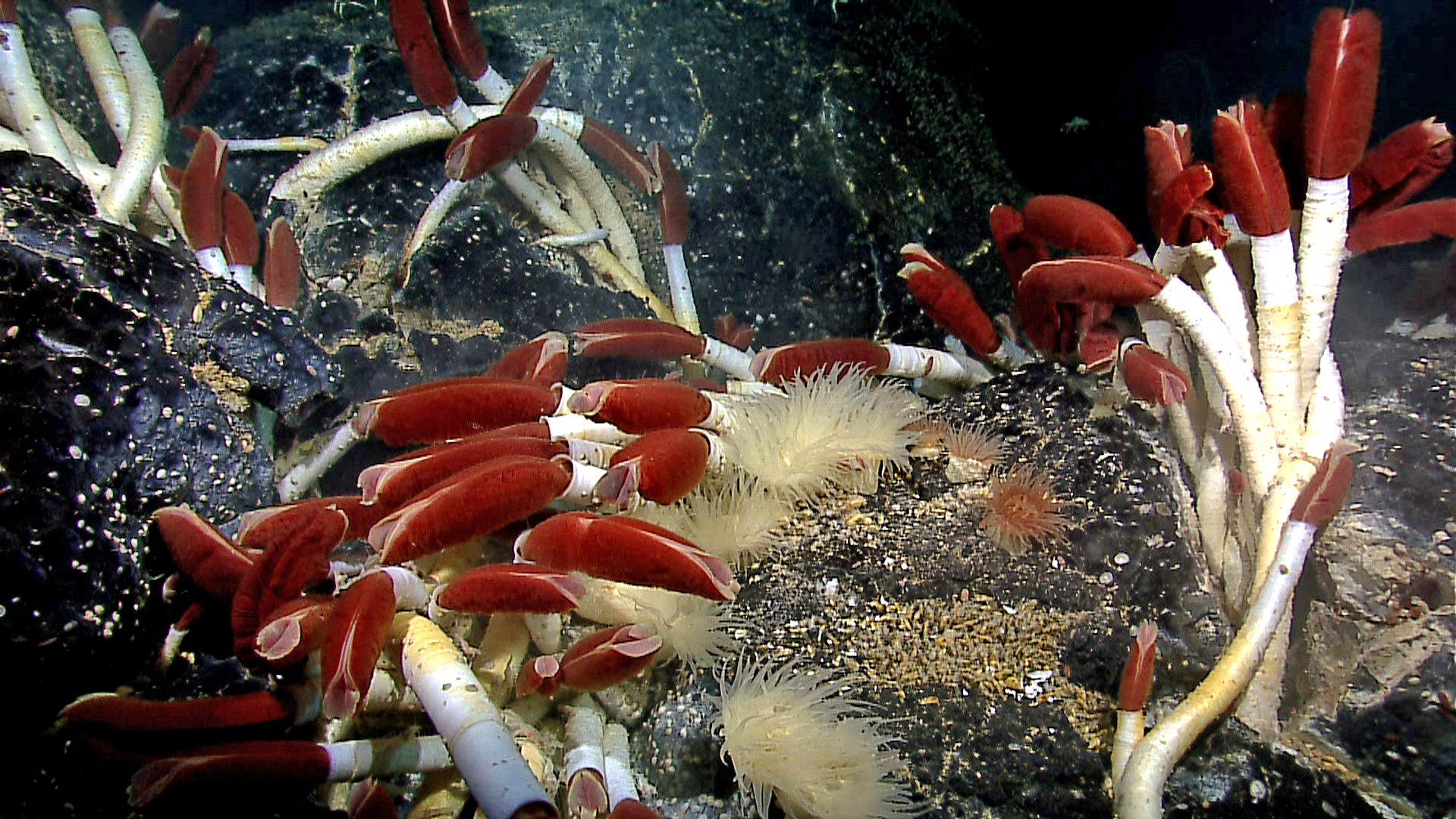
태평양에 있는 갈라파고스민고삐수염벌레의 서식지이다. 이 벌레는 산소를 필요로 한다(따라서 헤모글로빈은 붉은색이다). 분출공 주변에서 메테인 세균과 같은 미생물들은 없다.

그러나 1977년, 탐사용 잠수정 DSV 앨빈이 갈라파고스 단층에서 탐사를 진행하던 중, 과학자들은 갈라파고스민고삐수염벌레, 조개, 갑각류, 담치류와 같은 생물들의 서식지를 발견했고, 이 서식지들은 열수분출공 주변에 분포하고 있었다. 이 생물들은 햇빛에 전혀 의존하지 않고, 독자적인 먹이 사슬을 가지고 있음도 곧 밝혀졌다. 식물을 대신해서 먹이 사슬의 맨 밑을 이루고 있던 생물은 수소나 황화 수소와 같이 지구 내부에서 올라오는 화학 물질에서 에너지를 얻는 세균이었다. 이렇게 태양에 전혀 의존하지 않고 화학합성을 통해 에너지를 얻는 생물이 발견됨에 따라 생물학 연구에 혁명을 가져왔다. 이러한 생물은 단지 물과 에너지가 될 화학 물질만을 필요로 했다. 또한 이 발견은 외계 생명이 존재할 가능성을 증가시켜 우주생물학의 새로운 길을 열었다.

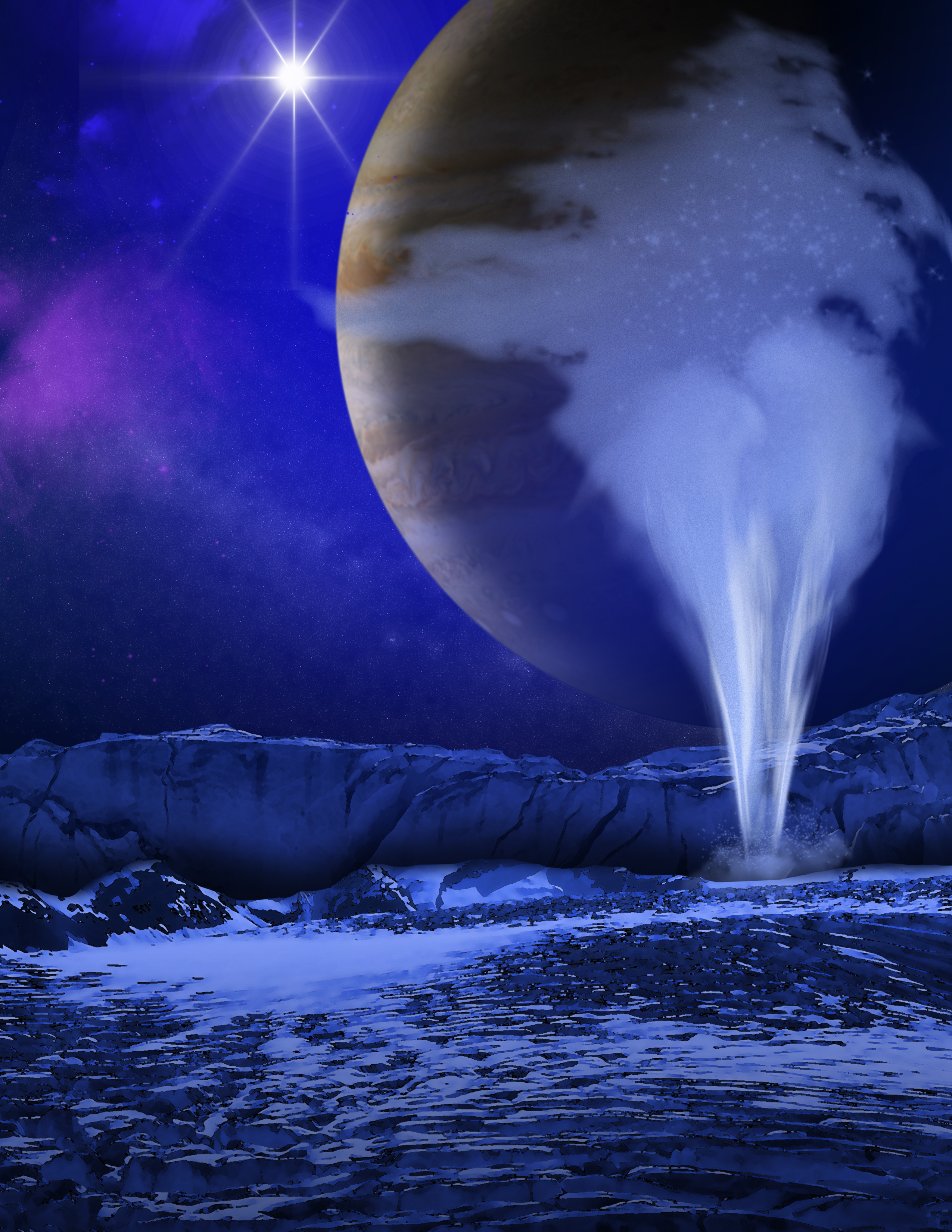
유로파의 물 간헐천 상상도.

수염벌레와 같은 다른 다세포 진핵생물은 세포 호흡을 하면서 산소를 사용하기 때문에 간접적으로나마 광합성에 의존하고 있고, 이러한 생태계에 서식하는 혐기성 생물과 고균이 바로 유로파의 바다에서 살 수 있으리라 추정되는 생물종이다. 유로파의 지질 활동을 일으키는 원동력은 목성과의 기조력이고, 이 영향은 자매 위성인 이오에서 조금 더 선명하게 나타난다. 유로파는 지구처럼 내부의 방사성 붕괴에서 열원을 얻기도 하지만, 기조력으로 발생되는 에너지가 수십 배 정도 더 크다. 그러나 이러한 에너지원은 지구 표면에서 일어나는 광합성 기반 생태계처럼 크고 다양성이 높은 생태계가 생겨나지 못할 수도 있다. 유로파의 생명체는 지구의 암석균이 서식하는 장소처럼 바다의 밑바닥이나 밑바닥에 있는 열수 분출공에서 서식할 것이라고 추측되며, 지구의 극지방에 사는 조류나 박테리아처럼 유로파의 얼음 지각 하부에 붙어 존재하거나, 아에 바다를 떠다닐 가능성도 있다. 하지만 유로파의 바다가 너무 차갑다면 지구에서처럼 생물학적 작용이 일어나지 못할 것이다. 마찬가지로 너무 염분기가 높다면, 극단적인 호염균만 이 바다에서 살아남을 수 있으리라 추측된다.

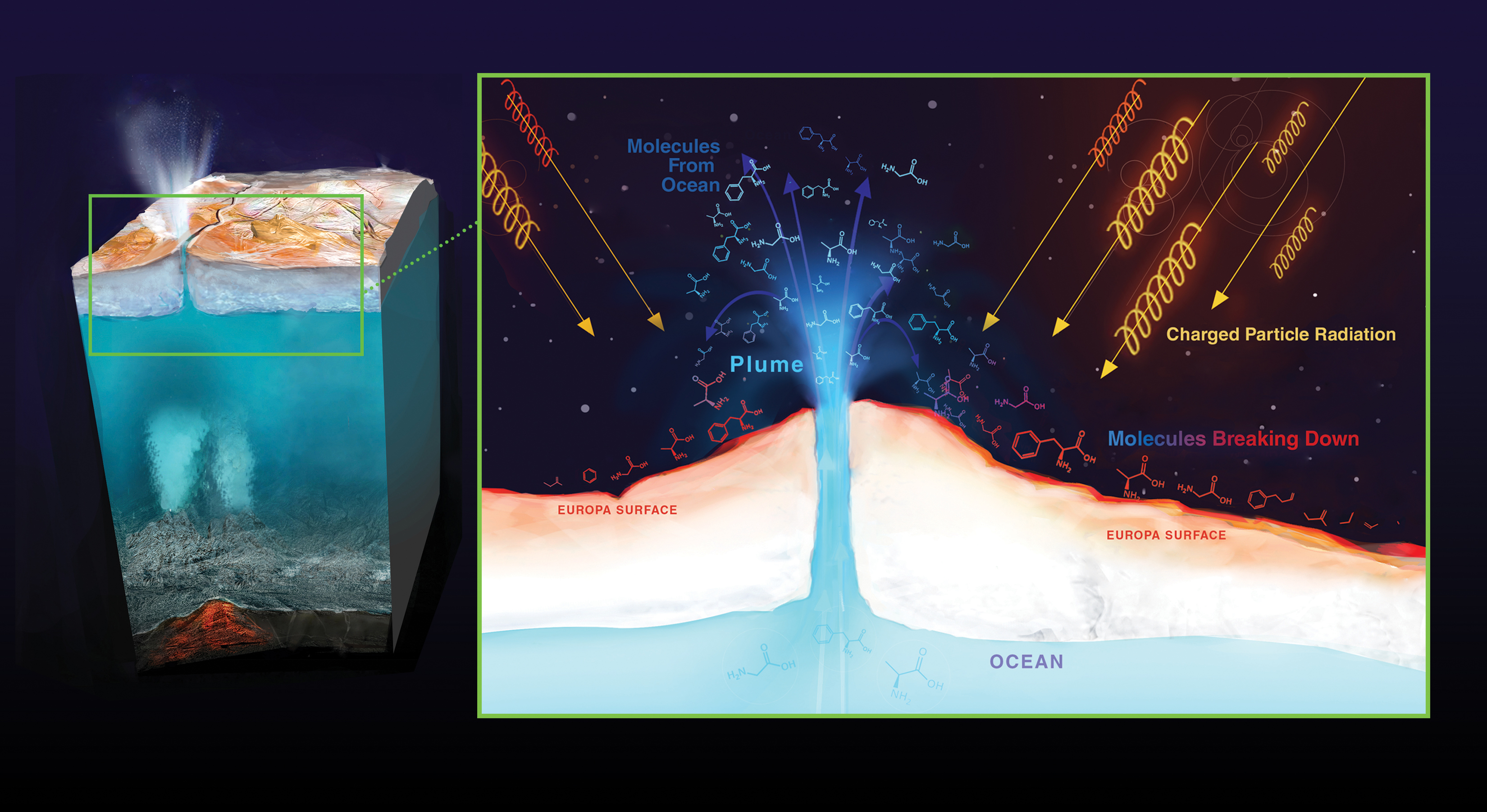
유로파에 내리쬐는 방사선이 표면의 분자를 분해하는 과정을 나타낸 그림으로, 생명체의 흔적이 담긴 분자도 같은 과정으로 분해될 수 있다. 따라서, 분자가 방사선을 받았을 때의 변화를 연구하여야 유로파 표면과 대조하여 생명체 존재 여부를 추정할 수 있다.

2009년 9월, 행성 과학자 리처드 그린버그는 우주선이 유로파의 표면에 충돌하면서 유로파의 얼음에서 산소를 떼어내 산소 분자 상태(O2)로 만들고, 이렇게 생겨난 얼음의 빈 자리를 채우기 위해 지하 바다에서 물이 올라온다고 주장하였다. 그린버그는 이 과정을 통해 유로파의 바다가 불과 몇만 년밖에 들이지 않고도 지구의 바다보다 산소 농도가 더 높아질 수 있다고 주장하고 있다. 이 과정은 유로파의 바다에서, 예컨데 생선 등 "거대한" 호기성 생물이 살 수 있도록 해 준다.
2006년, 콜로라도 대학교 볼더 대기 및 우주 물리 연구소의 부교수인 로버트 T. 파팔라도는 유로파의 생명체 존재 가능성에 대해 다음과 같이 말했다.
저희는 한때 화성에 생물이 살 수 있는지를 이해하려고 많은 시간과 노력을 들였습니다. 오늘날 유로파 또한 그러한 장소입니다. 우리는 이 점을 확인해 보아야 합니다 ... 하지만 유로파는 잠재적으로 생명체에 필요한 모든 물질을 가지고 있습니다 ... 몇십억 년 전 이야기가 아니라, 지금 이 순간을 이야기하는 것입니다 ...

2011년 11월, 한 연구팀은 "네이처" 지에 유로파의 거대한 바다와 얕은 호수가 얼음 지각에 둘러싸여 완전히 단절된 상태라는 것을 증명하는 증거들을 제시했다. 만약 이 점이 확인된다면, 호수 또한 생명이 살 수 있는 잠재적인 장소 중 하나가 될 수 있다.
2013년 3월 발표된 논문은 과산화 수소가 유로파 표면 대부분에 걸쳐서 풍부할 것이라고 추측했다. 논문 저자는 만약 유로파의 바다에 생명체가 존재하고 과산화 수소가 지하 바다로 들어가 섞인다면, 단순한 형태를 띠고 있는 생명체의 중요한 에너지원이 될 수 있다고 주장했다. 과학자들은 과산화 수소가 물과 섞일 때는 산소로 붕괴하기 때문에 지하 바다의 생명체들에게 중요한 요소하고 생각한다.
2013년 12월 11일, NASA는 유기 물질과 관계가 있는 점토 광물(층상 규산염)이 유로파의 표면에서 검출되었다고 발표했다. 과학자에 따라, 이 점토 광물은 소행성이나 혜성과의 충돌로 인해 생겨난 것이라고 보기도 한다.
지구에서 소행성 충돌과 같은 원인으로 지구의 생명체가 우주로 튕겨져 나가, 유로파에 도착하였다는 가설도 있다. 이 가설은 배종발달설과 유사하다.

## 같이 보기
- 유로파의 충돌구 목록
- 유로파의 지질 구조 목록
- 유로파의 선 목록
- 눈덩이 지구 가설

### 기타 읽을거리
- Rothery, David A. (1999). 《Satellites of the Outer Planets: Worlds in Their Own Right》. 옥스퍼드 대학 출판부. ISBN 0-19-512555-X.
- Harland, David M. (2000). 《Jupiter Odyssey: The Story of NASA's Galileo Mission》. 슈프링어. ISBN 1-85233-301-4.
- Greenberg, Richard (2005). 《EUROPA The Ocean Moon》. 슈프링어. ISBN 3-540-22450-5.